# Applick

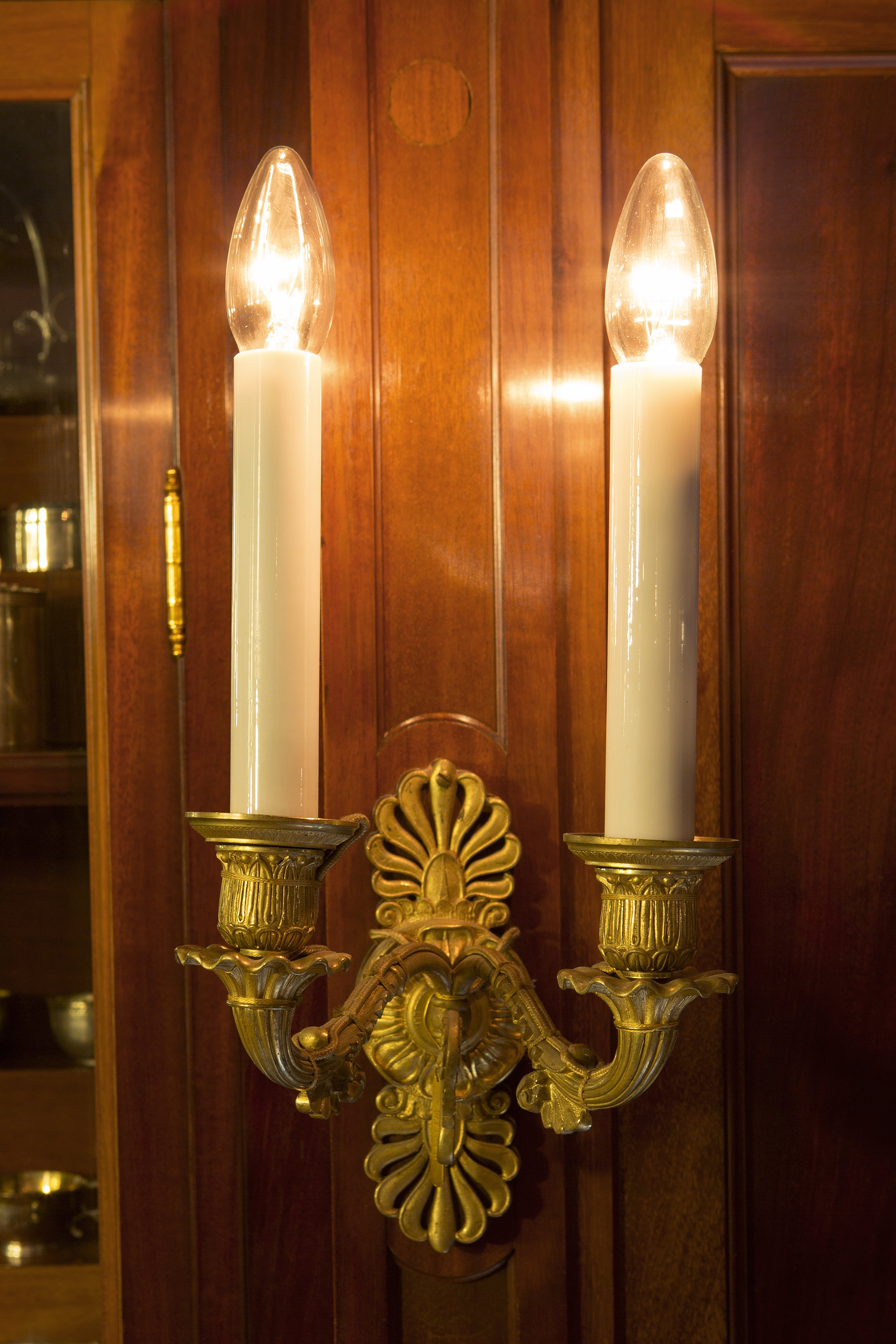
Elektrisk belysningsarmatur i modell efter fransk väggapplick.

Applick (från franskans applique murale, lampett, vägglampa, bildat av appliquer, applicera, anbringa, och murale, vägg), är en ljushållare för väggmontage, försedd med en eller flera armar. 
Applicken, som kan vara tillverkad av brons, även förgylld, mässing eller keramik var populär främst under 1700-talet och empiren.
Applicker förekommer bland annat i Ekebyborna kyrkas Sparrekor.